# مفقودالاثر
مفقودالاثر به وضعیت نامشخص فردی (معمولاً یک فرد نظامی) گفته می‌شود که معلوم نیست پس از درگیری با دشمن چه اتفاقی برایش رخ داده‌است. فرد مفقودالاثر ممکن است کشته، مجروح یا اسیر شده باشد یا فرار کرده باشد.
تا پیش از سال ۱۹۱۲ میلادی استفاده گسترده از پلاک‌های شناسایی متداول نبود و چنانچه جسد شخصی که در جنگ کشته شده بود از روی ظاهرش قابل شناسایی نبود، از راه دیگری نمی‌توانستند آن را شناسایی کنند. با آغاز جنگ جهانی اول و گسترش استفاده از پلاک‌های جنگی، مشکل عدم شناسایی اجساد به‌طور قابل توجهی کاهش یافت. با این حال بنابر طبیعت جنگ و به دلایل مختلف سرنوشت برخی از سربازان گمشده در جنگ برای همیشه نامعلوم باقی می‌ماند.
تا حدود سال ۱۹۱۲، به پرسنل خدماتی در اکثر کشورها به‌طور معمول برچسب‌های شناسایی صادر نمی‌شد. در نتیجه، اگر فردی در عملیات کشته می‌شد و جسدش تا مدت‌ها بعد پیدا نمی‌شد، اغلب شانس کمی برای شناسایی بقایا وجود داشت، مگر اینکه فرد مورد نظر وسایلی حمل می‌کرد که آنها را شناسایی می‌کرد، یا لباس‌ها یا لباس‌هایش را علامت زده بود. دارایی با اطلاعات شناسایی از زمان جنگ جهانی اول، کشورها شروع به صدور برچسب‌های شناسایی هدفمند برای پرسنل خدماتی خود کردند. اینها معمولاً از نوعی فلز سبک‌وزن مانند آلومینیوم ساخته می‌شدند. با این حال، در مورد ارتش بریتانیا ماده انتخاب شده فیبر فشرده بود که دوام زیادی نداشت. اگرچه پوشیدن برچسب‌های شناسایی بسیار مفید بود، اما مشکل همچنان این بود که اجساد را می‌توان به‌طور کامل از بین برد (از تخریب کامل بدن تا تبخیر کامل)، سوزانده یا دفن کرد توسط نوع مهمات انفجاری قوی که معمولاً در جنگ‌های مدرن استفاده می‌شود یا در تخریب‌ها. وسایل نقلیه. علاوه بر این، خود محیط جنگی می‌تواند احتمال مفقود شدن جنگجویان مانند جنگ جنگل، یا جنگ زیردریایی، یا سقوط هواپیما در مناطق کوهستانی دورافتاده را افزایش دهد، یا در دریا از طرف دیگر، ممکن است خطاهای اداری وجود داشته باشد. مکان واقعی یک قبر موقت میدان نبرد ممکن است به دلیل «مه جنگ» به اشتباه شناسایی یا فراموش شود. سرانجام، از آنجایی که نیروهای نظامی انگیزه قوی برای نگهداری سوابق دقیق کشته شدگان دشمن نداشتند، اجساد اغلب در گورهای موقت (و گاهی با برچسب‌های شناسایی آن‌ها) دفن می‌شدند که مکان آن‌ها اغلب گم یا محو می‌شد. گور دسته‌جمعی فراموش‌شده در فروملس، در نتیجه بقایای جنگجویان مفقودشده ممکن است تا سال‌های زیادی پیدا نشود. هنگامی که رزمندگان مفقود شده بازیابی می‌شوند و پس از معاینه کامل پزشکی قانونی (از جمله روش‌هایی مانند آزمایش DNA و مقایسه پرونده‌های دندانپزشکی) قابل شناسایی نیستند، بقایای با سنگ قبری که نشان‌دهنده وضعیت ناشناخته آن‌هاست دفن می‌شوند.

## جنگ ایران و عراق
در طول جنگ ایران و عراق هزاران نظامی ایرانی و عراقی از جمله برخی از اسرا و حتی تعدادی از غیرنظامیان ناپدید شدند. براساس گمانه‌ها بیش از ۵۲ هزار عراقی و بر اساس آمار رسمی بیش از ۸ هزار ایرانی همچنان مفقود هستند.